# Operazione Teapot
La serie di test nucleari denominata operazione Teapot si riferisce alle detonazioni nucleari condotte dagli Stati Uniti d'America nel sito di test del Nevada, tra il 18 febbraio e il 15 maggio 1955.

## Preparazione e svolgimento
L'operazione, che si colloca cronologicamente tra due serie di test nucleari condotte, la prima, denominata operazione Castle, in alcuni atolli delle Isole Marshall facenti parte del Pacific Proving Grounds, e la seconda, denominata operazione Wigwam, al largo delle coste californiane, contò un totale di 14 test, tutti aventi lo scopo di stabilire quali fossero le migliori tattiche da adottare per condurre forze di terra su un campo di battaglia nucleare e di migliorare gli stessi ordigni da utilizzare in azioni belliche. La già citata operazione Wigwam fu amministrativamente parte dell'operazione Teapot ma viene solitamente trattata come un'operazione a sé stante, dato anche che fu l'unica a coinvolgere un test subacqueo.

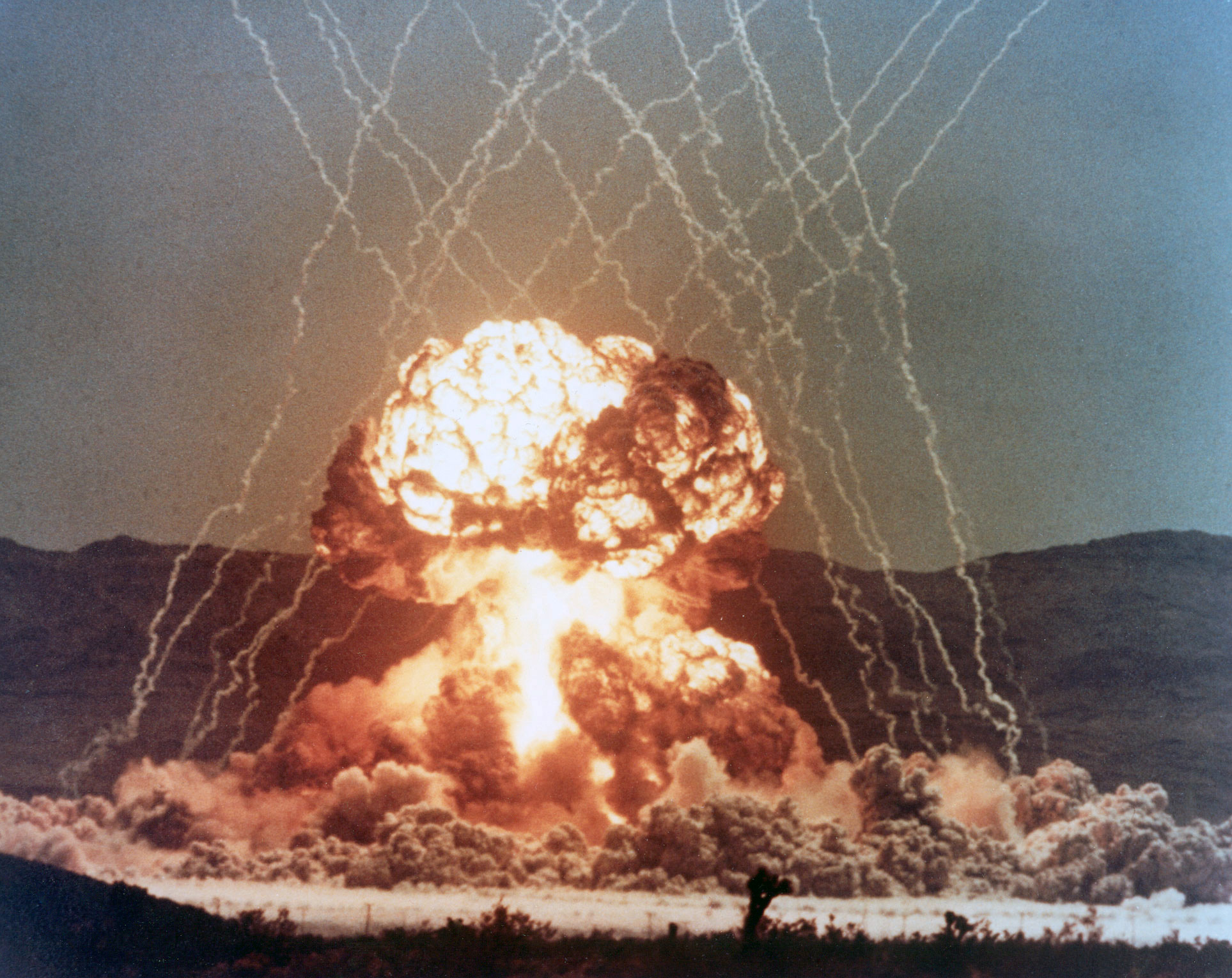
L'esplosione del test MET, il 15 aprile 1955.

L'operazione Teapot fu svolta in concomitanza con la serie di esercitazioni militari denominata Desert Rock VI, che vide impiegati più di 8 000 uomini appartenenti a vari reparti delle forze armate. Così, sin dal primo test, chiamato Wasp ed effettuato la sera del 18 febbraio, le truppe furono attivamente coinvolte, all'inizio, appunto nel caso di Wasp, con semplici missioni di osservazione, e in seguito, è il caso dei test Bee e Apple 2, anche con l'esecuzione di manovre tattiche successive allo scoppio dell'ordigno. Proprio subito dopo lo scoppio di Apple 2, ad esempio, fu fatto intervenire uno speciale reparto corazzato chiamato "Razor" perché dimostrasse le capacità di tali mezzi corazzati di raggiungere un obbiettivo subito dopo una detonazione nucleare avvicinandosi fino a 900 m dal luogo dell'esplosione, praticamente sotto il fungo atomico ancora in evoluzione.
Per quanto riguarda le novità tecniche testate nel corso di questa serie, una di esse fu l'utilizzo, nel test MET, di un ordigno il cui nocciolo era costituito da uranio-233, un isotopo fissile raramente utilizzato prodotto dal bombardamento con neutroni del torio-232, e plutonio, e la cui struttura era basata su quella del nocciolo di uranio-235 e plutonio sperimentato nel test Easy, svolto nel 1951 nel corso dell'operazione Buster-Jangle. La detonazione dell'ordigno sprigionò una potenza di circa 22 kt, ossa circa il 33% in meno di quanto si aspettasse il ministero della difesa. Ciò causò una serie di problemi, poiché, dato che il test era stato organizzato anche per valutare gli effetti dell'esplosione su armamenti e costruzioni, il ministero della difesa si era raccomandato sul fatto che la differenza tra la potenza espressa e quella teorica fosse al massimo del 10%. I laboratori di Los Alamos, responsabili della progettazione dell'ordigno, invece, avevano sostituito il nocciolo della bomba con il sopraccitato nocciolo sperimentale senza comunicarlo al ministero e così buona parte dei test preparati da quest'ultimo non poterono essere effettuati.
In occasione del test Apple-2, svolto il 5 maggio 1955, il cui scopo era anche quello di verificare gli effetti di un'esplosione nucleare su edifici di varia natura, fu costruito un intero sito, soprannominato "Survival Town", costituito da edifici residenziali e sottostazioni elettriche che furono anche popolati di manichini e riforniti con diversi generi alimentari inscatolati e impacchettati. Non tutte le costruzioni andarono distrutte nel corso del test, anzi, alcune di loro sono ancora in piedi nell'area 1 del Nevada National Security Site (NNSS) e costituiscono una fermata del tour turistico che si può svolgere oggi nel NNSS. La preparazione del test e l'esplosione furono anche documentate in un breve film realizzato dall'Amministrazione federale per la difesa civile e distribuito con il titolo di Operation Cue.
Documenti risalenti al maggio 1956 ma declassificati solo di recente hanno rivelato che, nel corso del test Apple-2 fu portato avanti anche il Progetto 35.5, atto a determinare gli effetti di un'esplosione nucleare su diversi tipi di sistemi di registrazione dati e strutture per la loro archiviazione.

## Test
| Nome       | Data e ora (UT)              | Fuso orario locale | Sito                             | Altitudine + quota | Modalità, Scopo                            | Tipo di ordigno                                             | Potenza | Fallout                                 | Fonti                                 | Note |
| ---------- | ---------------------------- | ------------------ | -------------------------------- | ------------------ | ------------------------------------------ | ----------------------------------------------------------- | ------- | --------------------------------------- | ------------------------------------- | --- |
| Wasp       | 18 febbraio 1955, 19:59:59,2 | PST (-8 ore)       | NTS Area 7 37.0866°N 116.0228°W  | 1268 m + 230 m     | Caduta libera, effetti delle armi          | Mk-6                                                        | 1,0 kt  | Rilevato iodio-131, 160 kCi (5900 TBq)  | [ 6 ] [ 7 ] [ 8 ] [ 9 ] [ 10 ] [ 11 ] | Test di difesa aerea. |
| Moth       | 22 febbraio 1955, 13:00:45,0 | PST (-8 ore)       | NTS Area 3 37.0477°N 116.022°W   | 1230 m + 90 m      | Da torre, sviluppo di armamenti            | XW-30 ?                                                     | 2,0 kt  | Rilevato iodio-131, 320 kCi (12000 TBq) | [ 6 ] [ 7 ] [ 8 ] [ 9 ] [ 11 ]        | Test di prova della testata XW30 per utilizzo in armi contraeree, vide l'uso di un iniziatore neutronico esterno. |
| Tesla      | 1º marzo 1955, 13:00:30,3    | PST (-8 ore)       | NTS Area 9b 37.1255°N 116.0484°W | 1282 m + 90 m      | Da torre, sviluppo di armamenti            | Cleo I                                                      | 7,0 kt  | Rilevato iodio-131, 1,2 MCi (44 PBq)    | [ 6 ] [ 7 ] [ 8 ] [ 9 ]               | Primo test positivo organizzaato da quello che poi sarà il Lawrence Berkeley National Laboratory; vide l'uso di un ordigno a implosione lineare chiamato Cleo I che faceva utilizzava, come esplosivo convenzionale, il Cyclotol 75/25. |
| Turk       | 7 marzo 1955, 13:00:20,2     | PST (-8 ore)       | NTS Area 2 37.1383°N 116.1184°W  | 1370 m + 150 m     | Da torre, sviluppo di armamenti            | Stadio primario di una testata termonucleare XW-27D "Linda" | 43,0 kt | Rilevato iodio-131, 6,4 MCi (240 PBq)   | [ 6 ] [ 7 ] [ 8 ] [ 9 ]               | |
| Hornet     | 12 marzo 1955, 13:19:59,8    | PST (-8 ore)       | NTS Area 3a 37.0402°N 116.0261°W | 1224 m + 90 m      | Da torre, sviluppo di armamenti            | XW-30 ?                                                     | 4,0 kt  | Rilevato iodio-131, 620 kCi 23000 TBq)  | [ 6 ] [ 7 ] [ 8 ] [ 9 ] [ 11 ]        | Test effettuato con un nocciolo sigillato di un'arma a fissione amplificata per mezzo di iniezione di gas di deuterio e trizio. |
| Bee        | 22 marzo 1955, 13:04:59,9    | PST (-8 ore)       | NTS Area 7 37.0947°N 116.0248°W  | 1294 m + 150 m     | Da torre, sviluppo di armamenti            | XW-25 ?                                                     | 8,0 kt  | Rilevato iodio-131, 1,2 MCi (44 PBq)    | [ 6 ] [ 7 ] [ 8 ] [ 9 ] [ 11 ]        | Test effettuato con un nocciolo sigillato di un'arma a fissione amplificata per mezzo di iniezione di gas di deuterio e trizio. |
| ESS        | 23 marzo 1955, 20:00:30,0    | PST (-8 ore)       | NTS Area 10 37.1683°N 116.0448°W | 1298 m - 20 m      | In cratere, effetti delle armi             | Mk-6 HE                                                     | 1,0 kt  | Rilevato iodio-131, 140 kCi (5200 TBq)  | [ 6 ] [ 7 ] [ 8 ] [ 9 ] [ 11 ]        | Test di valutazione dell'uso di armi nucleari come ordigni da demolizione. |
| Apple-1    | 29 marzo 1955, 12:00:55,1    | PST (-8 ore)       | NTS Area 4 37.0955°N 116.1037°W  | 1317 m + 150 m     | Da torre, sviluppo di armamenti            |                                                             | 14,0 kt | Rilevato iodio-131, 2 MCi (74 PBq)      | [ 6 ] [ 7 ] [ 8 ] [ 9 ]               | Test fallito di uno stadio primario, la potenza liberata fu di 14,0 kt rispetto ai 40 attesi. |
| Wasp Prime | 29 marzo 1955, 17:59:54,8    | PST (-8 ore)       | NTS Area 7 37.0866°N 116.0586°W  | 1261 m + 230 m     | Caduta libera, sviluppo di armamenti       |                                                             | 3,2 kt  | Rilevato iodio-131, 450 kCi (17000 TBq) | [ 6 ] [ 7 ] [ 8 ] [ 9 ]               | Una ripetizione del test Wasp. |
| HA         | 6 aprile 1955, 18:00:04,1    | PST (-8 ore)       | NTS Area 1 37.0286°N 116.0586°W  | 1280 m + 11,16 km  | Sgancio con paracadute, effetti delle armi |                                                             | 3,2 kt  | Rilevato iodio-131, 450 kCi (17000 TBq) | [ 6 ] [ 7 ] [ 8 ] [ 9 ]               | Test ad alta quota con una testata simile a quella usata nel test Wasp Prime per valutarne l'utilizzo in un missile aria-aria. |
| Post       | 9 aprile 1955, 12:00:30,2    | PST (-8 ore)       | NTS Area 9 37.1226°N 116.0347°W  | 1294 m + 90 m      | Da torre, sviluppo di armamenti            | Cleo II                                                     | 2,0 kt  | Rilevato iodio-131, 340 kCi (13000 TBq) | [ 6 ] [ 7 ] [ 8 ] [ 9 ]               | Ordigno a implosione lineare realizzato dai laboratori Lawrence Livermore, vide l'utilizzo di una sorgente di neutroni esterna. |
| MET        | 15 aprile 1955, 19:00:15,3   | PST (-8 ore)       | NTS Area 5 36.798°N 115.9298°W   | 940 m + 120 m      | Da torre, effetti delle armi               |                                                             | 22,0 kt | Rilevato iodio-131, 3,1 MCi (110 PBq)   | [ 6 ] [ 7 ] [ 8 ] [ 9 ] [ 11 ]        | Utilizzo di un nocciolo sperimentale contenente uranio-233, sprigionò circa due terzi della potenza aspettata. |
| Apple-2    | 5 maggio 1955, 12:00:10,0    | PST (−8 h)         | NTS Area 1 37.053°N 116.1034°W   | 1294 m + 150 m     | Da torre, sviluppo di armamenti            |                                                             | 29,0 kt | Rilevato iodio-131, 4,1 MCi (154 PBq)   | [ 6 ] [ 7 ] [ 8 ] [ 9 ]               | Nuovo tentativo dopo il fallimento del test Apple-1. |
| Zucchini   | 15 maggio 1955, 11:59:59,9   | PST (-8 ore)       | NTS Area 7 37.0947°N 116.0248°W  | 1294 m + 150 m     | Da torre, sviluppo di armamenti            |                                                             | 28,0 kt | Rilevato iodio-131, 4,0 MCi (150 PBq)   | [ 6 ] [ 7 ] [ 8 ] [ 9 ]               | |

1. ↑  Gli Stati Uniti d'America, la Francia e il Regno Unito chiamano ogni loro singolo test con un nome in codice, mentre Unione Sovietica e Cina, salvo rari casi, non lo fanno, quindi i loro test sono identificati solo da numeri. Un trattino seguito da un numero indica un membro di un test a salve.
2. ↑  Per convertire l'ora universale in ora locale, si deve aggiungere alla prima il numero tra parentesi.
3. ↑  Nome del luogo e corrispettive coordinate. Nel caso di test missilistici, viene indicato il luogo di lancio del missile prima del luogo della detonazione. Mentre alcune località possono essere indicate con sicurezza, nel caso, ad esempio, di esplosioni in alta atmosfera, le indicazioni possono essere piuttosto inaccurate.
4. ↑  Con "altitudine" si intende l'altezza rispetto al livello del mare del terreno posto direttamente sotto l'esplosione, mentre con "quota" si intende la distanza tra tale punto e l'esplosione. Nel caso di test missilistici, il livello del terreno è indicato con "N/A". L'assenza di numeri o altre indicazioni sta a significare che il valore è sconosciuto.
5. ↑  L'energia liberata espressa in chilotoni e megatoni.
6. ↑  L'emissione nell'atmosfera circostante di neutroni pronti, laddove conosciuta. Se specificato, l'unico isotopo misurato è stato lo iodio-131, altrimenti significa che la ricerca è stata fatta per ogni isotopo.